# Distelkurzrüssler
Der Distelkurzrüssler (Rhinocyllus conicus) ist ein Käfer aus der Familie der Rüsselkäfer und der Unterfamilie Lixinae. Es handelt sich um die einzige Art der Gattung, die in Mitteleuropa vorkommt.

## Merkmale des Käfers
Es handelt sich um einen eher kleinen Rüsselkäfer (ca. 4–6,5 mm). Er unterscheidet sich von den anderen Gattungen der Unterfamilie durch den sehr kurzen und breiten Rüssel (kürzer als der Kopf), der abgeflacht und nicht gekielt ist. Die Körperoberfläche des schwarzen Käfers ist von einer lockeren, weißgrauen Behaarung bedeckt, in die gelbliche Haarflecken eingestreut sind.

## Biologie
Die Käfer sind auf Disteln (Cirsium und Carduus) zu finden, von denen sie sich ernähren. Die Larven entwickeln sich während des Sommers in den Blütenköpfen. Die Käfer schlüpfen noch im selben Jahr und überwintern in der Bodenstreu.

## Verbreitung und Vorkommen
Die Art kommt von West- über Mitteleuropa bis Westasien und Nordafrika vor. In Mitteleuropa ist die Art verbreitet und meist nicht selten.
Um Distelarten zu bekämpfen, wurde der Distelkurzrüssler nach Amerika, Australien und Neuseeland eingeführt.

## Gefährdung
Die Art gilt in Deutschland als ungefährdet.